# Kanton Caen-3
Der Kanton Caen-3 ist ein französischer Wahlkreis im Département Calvados in der Region Normandie. Er umfasst einen Teilbereich der Stadt Caen und eine weitere Gemeinde im Arrondissement Caen und hat sein bureau centralisateur in Caen. Im Rahmen der landesweiten Neuordnung der französischen Kantone wurde er im Frühjahr 2015 erweitert.

## Gemeinden
Der Kanton besteht aus zwei Gemeinden und Gemeindeteilen mit insgesamt 28.009 Einwohnern (Stand: 1. Januar 2022) auf einer Gesamtfläche von 7,73 km²:
| Gemeinde      | Einwohner 1. Januar 2022 | Fläche km² | Dichte Einw./km² | Code INSEE | Postleitzahl |
| ------------- | ------------------------ | ---------- | ---------------- | ---------- | ------------ |
| Caen          | 26.126                   | 6,31       | 4.140            | 14118      | 14000        |
| Épron         | 1.883                    | 1,42       | 1.326            | 14242      | 14610        |
| Kanton Caen-3 | 28.009                   | 7,73       | 3.623            | 1407       | –            |

1. ↑   Nur der nordöstliche Teil der Gemeinde, der Rest verteilt sich auf die Kantone Caen-1, Caen-2, Caen-4 und Caen-5.

Bis zur landesweiten Neuordnung der französischen Kantone im März 2015 gehörte zum Kanton Caen-3 nur ein Teilbereich des Stadtgebietes von Caen. Er besaß vor 2015 einen anderen INSEE-Code als heute, nämlich 1439.

## Politik
| Vertreter im Departementrat | Vertreter im Departementrat    | Vertreter im Departementrat |
| Amtszeit                    | Namen                          | Partei                      |
| --------------------------- | ------------------------------ | --------------------------- |
| 1998–2011                   | Jean Notari                    | PS                          |
| 2011–2015                   | Sonia de la Provôté            | NC-UDI                      |
| 2015–2021                   | Salyha Achouchi Antoine Casini | PS                          |
| 2021–                       | Salyha Achouchi Antoine Casini | PS                          |